# Candice Bergen
Candice Bergen (Beverly Hills, 9 de maig de 1946) és una actriu estatunidenca.

## Biografia
Filla d'Edgar Bergen, un ventríloc famós, Candice Bergen estudia primer literatura i història a la Universitat de Pennsilvània. Participa activament en les representacions teatrals que hi són organitzades i serà consagrada, el 1963, com a millor actriu del campus. El 1964, és model a Nova York. Sidney Lumet es fixa en ella i la veiem a la pel·lícula The Group (1966); després encarna una jove institutriu a The Sand Pebbles de Robert Wise.
Es casa el 1980 amb el director Louis Malle i és candidata el mateix any a l'Oscar a la millor actriu secundària per a Starting Over. Van tenir una filla, Chloé Malle, el 1985, i van continuar estant casats fins a la defunció del director el 1995, com a conseqüència d'un càncer.
Candice és vegetariana i ara està casada amb un home de negocis novaiorquès, Marshall Rose.

## Filmografia
- The Group, de Sidney Lumet (1966): Lakey Eastlake
- The Sand Pebbles, de Robert Wise, (1966): Shirley Eckert
- The Day the Fish Came Out, de Michael Cacoyannis (1967): Electra Brown
- Vivre pour vivre, de Claude Lelouch (1967): Candice
- The Magus, de Guy Green (1968): Lily
- The Adventurers, de Lewis Gilbert (1970): Sue Ann Daley
- The Executioner, de Sam Wanamaker (1970)
- Getting Straight, de Richard Rush (1970): Jan
- Soldat blau (Soldier Blue), de Ralph Nelson (1970): Kathy Maribel Lee (Cresta)
- Carnal Knowledge 1971): Susan
- The Hunting Party (1971): Melissa Ruger
- T.R. Baskin (1971): T. R. Baskin

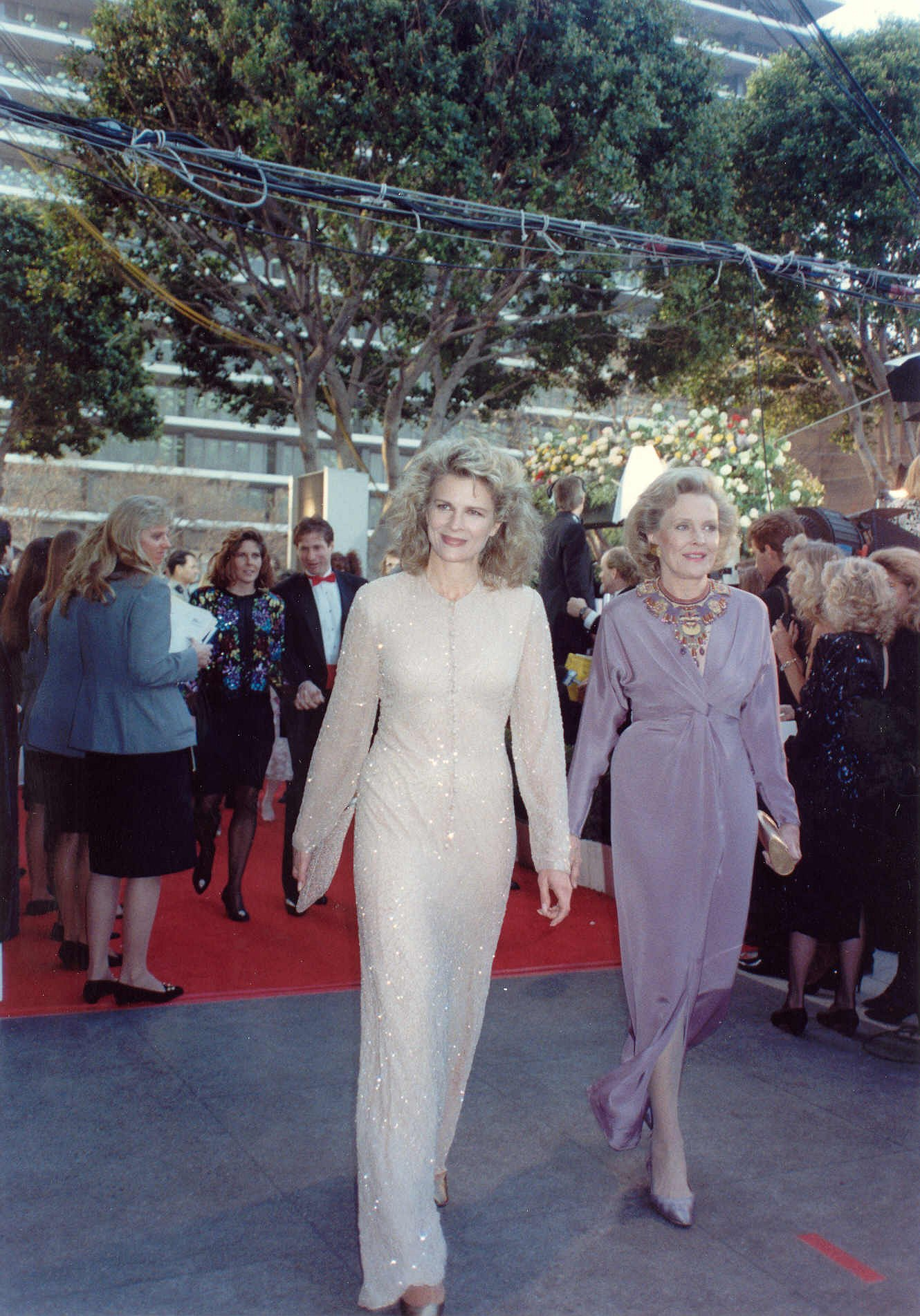
Candice Bergen

- 11 Harrowhouse (1974): Maren Shirell
- El vent i el lleó (The Wind and the Lleó 1975): Eden Pedecaris
- Mossega la bala (Bite the Bullet 1975): Miss Jones
- De presidi a primera plana (The Domino Principle), de Stanley Kramer, (1977): Ellie
- La Fine del mondo nel nostro solito letto in una notte piena di pioggia, de Lina Wertmüller (1978): Lizzy
- La història d'Oliver (Oliver's Story) (1978): Marcie Bonwit
- Starting Over, de Alan Pakula, (1979): Jessica Potter
- Riques i famoses (Rich and Famous 1981): Merry Noel Blake
- Gandhi, de Richard Attenborough (1982): Margaret Bourke-White
- Merlí i Excalibur (Merlin and the Sword) (1983)
- 2010 (1984): SAL 9000
- Stick, le justicier de Miami (1985): Kyle McClaren
- Murphy Brown, Sèrie de Televisió (1988 - 1998): Murphy Brown (247 episodis)
- Miss agent especial (Miss Congeniality) 2000): Kathy Morningside
- Sweet Home Alabama 2002): Mayor Kate Hennings
- View from the Top 2003): Sally Weston
- Boston Legal, Sèrie de Televisió (2005 - 2008): Shirley Schmidt (42 episodis)

## Premi
Premi Emmy:
- Millor actriu en una sèrie còmica per a: Murphy Brown (1989, 1990, 1992, 1994, 1995) 5 victòries

Premi Globus d'Or:
- Globus d'Or a la millor actriu en sèrie musical o còmica per a: Murphy Brown (1989, 1992) 2 victòries